# Actinodaphne macrophylla
Actinodaphne macrophylla är en lagerväxtart som först beskrevs av Carl Ludwig von Blume, och fick sitt nu gällande namn av Christian Gottfried Daniel Nees von Esenbeck. Actinodaphne macrophylla ingår i släktet Actinodaphne och familjen lagerväxter. Inga underarter finns listade i Catalogue of Life.